# 원종·애노의 난
원종·애노의 난은 889년(진성여왕 3년) 신라 사벌주(현재 경상북도 상주시)에서 원종(元宗)과 애노(哀奴)가 일으킨 농민 항쟁이다. 삼국사기에서는 반란이란 용어를 사용하고 있어 단순한 농민 폭동이 아닌 대규모 봉기인 것으로 여겨진다.

## 배경
지방 성주들이 각지에서 대두되며 신라 중앙 정부의 지배력은 약화되었으며 수취체제도 점점 해이해져 갔다. 더구나 신라 말기 귀족들의 사치 향락이 늘어가며 비용도 증가했지만, 이런 비용을 충족시킬 만한 재원은 반대로 줄어들었다. 이러한 재정적인 위기를 타개하기 위해 정부는 지방의 주·군에 조세를 독촉하게 되니(889년), 농민들은 결국 이중 부담을 강요받게 되었다. 무거운 조세와 부역을 부담하고 있던 농민들은 떠돌이나 도적이 되어 나라의 질서를 어지럽혔다. 그러나 이 새로운 질서는 금성을 중심으로 한 신라의 구 질서에 대한 타격을 뜻한다. 조세의 독촉은 영세한 농민층을 자극하여 농민 반란을 일으키게 하였다. 원종과 애노의 난은 이런 이유로 인해 진성여왕 3년(889) 발발한 반란으로, 원종과 애노의 난 이후로도 각지에서 반란이 일어났다.

## 전개
원종과 애노는 사벌성에 웅거하며 난을 일으켰다. 신라의 중앙 정부는 이 난을 진압하기 위해 나마 영기(令奇)를 보내 싸우게 했으나 오히려 농민군의 세력에 눌려 진군하지 않았다. 대신 촌주 우련(祐連)이 반란군과 맞서 싸우다 전사하였다. 이 사실로 미루어 보아 신라 중앙정부는 더 이상 지방을 통제하기 어렵게 되었다는 사실을 알 수 있다. 이 일로 영기는 처형되었으며, 당시 10세 정도였던 우련의 아들이 촌주를 계승하게 되었다. 이 때 반란군이 진압되었는지는 알 수 없지만 다른 반란군의 무리나 지방 세력에 의해 흡수, 통합되었거나 세력이 사라진 것으로 보인다. 원종과 애노의 난 직후 북원(현 강원도 원주시)에서 당시 궁예를 부하를 두고 있던 양길이 강대한 세력을 떨치고 있었으므로 양길의 세력에 원종과 애노의 반란군 세력이 흡수되었을 가능성이 있다.

## 영향
원종과 애노의 난은 신라 멸망의 기폭제 역할을 했는데, 난을 신라 조정이 진압하지 못하며 무기력한 모습을 보이자 신라 전역에서는 군소 세력들이 할거하거나 독립을 선언했다. 신라 정부에 정식으로 반기를 든 첫 사례로 기록되고 있어 중요하게 여겨진다. 이 사건을 계기로 농민들의 집권층에 대한 저항이 확대되었고, 중앙 정부의 지배력이 지방까지 미치지 못하게 되면서 지방에 독자적인 세력을 가진 호족 세력이 나타나기 시작하였다. 양길, 기훤, 견훤 등이 이때 나타난 대표적인 세력으로 이들로 인해 신라의 붕괴는 더욱 빨라졌다.